# Drip (singel BabyMonster)
Drip – utwór nagrany przez południowokoreańską grupę BabyMonster, nagrany na ich debiutancki album studyjny o tym samym tytule. Został wydany jako główny singiel albumu przez YG Entertainment 1 listopada 2024 roku.

## Historia wydania
Dyrektor generalny YG Entertainment , Yang Hyun-suk, ujawnił 24 stycznia 2024 roku, że Babymonster wyda swój pierwszy minialbum 1 kwietnia, a pełny album studyjny jest planowany na późniejszą część roku. Następnie 19 maja ogłosił, że grupa wyda przedpremierowy singiel zapowiadający ich nadchodzący debiutancki album studyjny na początku lipca, a singiel „Forever” został wydany 1 lipca. 8 października YG Entertainment ogłosiło, że debiutancki album studyjny Babymonster, Drip, zostanie wydany 1 listopada, a opublikowana tego samego dnia tracklista ujawniła, że „Drip” będzie głównym singlem albumu. Yang ujawnił również w ogłoszeniu, że w kolejnych tygodniach zostaną wydane zapowiedzi większości utworów, ale tytułowy singiel nie otrzyma żadnych teaserów. Utwór został wydany wraz z teledyskiem 1 listopada.

## Kompozycja
„Drip” został napisany przez Sandrę Wilkström, YG, Airplaya, Mastę Wu, Choice37 i Sonny'ego, a za kompozycję odpowiadali Wilkström, G-Dragon z BigBang, Airplay oraz Illjun, przy czym dwaj ostatni, wraz z YG, zajęli się również aranżacją utworu. Piosenka trwa trzy minuty, jest napisana w tonacji Fis-dur i ma tempo 120 uderzeń na minutę. Yang Hyun-suk opisał utwór jako taneczny kawałek hip-hopowy z pełnym pasji wykonaniem członkiń. Jeff Benjamin z Billboardu określił go mianem „potężnego K-popowego hitu”, łączącego elementy dance-popu, hip-hopu, EDM i dynamicznego popu. Jeong Gi-yeop z IZM stwierdził, że utwór ma „pewność siebie” osadzoną na elektronicznych bitach tanecznych oraz „trzydźwiękową wysoką nutę” wykonaną przez Ahyeon.

## Teledysk
Członkini Rora wyjaśniła, że teledysk do „Drip” zawiera elementy tańca freestyle i ma luźny klimat, a członkinie skupiają się na dobrej zabawie zamiast na intensywnej choreografii. Dodała, że podczas gdy ich poprzedni utwór „Sheesh” był w stylu hardcore hip-hop, Drip to bardziej swobodna i przyjemna odmiana hip-hopu, która odzwierciedla charakterystyczny styl YG.

## Notowania
| Lista                           | Najwyższa pozycja | Źr.    |
| ------------------------------- | ----------------- | ------ |
| Global 200 (Billboard)          | 30                | [ 12 ] |
| Hong Kong (Billboard)           | 2                 | [ 13 ] |
| Indonesia (Billboard)           | 10                | [ 14 ] |
| Japan (Japan Hot 100)           | 26                | [ 15 ] |
| Japan Combined Singles (Oricon) | 2                 | [ 16 ] |
| Malaysia (Billboard)            | 3                 | [ 17 ] |
| Netherlands (Global Top 40)     | 32                | [ 18 ] |
| Singapore (RIAS)                | 7                 | [ 19 ] |
| South Korea (Circle)            | 10                | [ 20 ] |
| Taiwan (Billboard)              | 2                 | [ 21 ] |